# Великий Ходак
Вели́кий Хода́к — село в Україні, у Верховинській селищній громаді Верховинського району Івано-Франківської області.

## Географія
У селі бере початок потік Ходак.

## Історія
Село Великий Ходак було об'єднане з селом Ільці, але 15 липня 1993 року виділене знову окремим селом.
12 червня 2020 року, відповідно до Розпорядження Кабінету Міністрів України  № 714-р «Про визначення адміністративних центрів та затвердження територій територіальних громад Івано-Франківської області», увійшло до складу Верховинської селищної громади.
19 липня 2020 року, в результаті адміністративно-територіальної реформи та ліквідації Верховинського району, село увійшло до складу новоутвореного Верховинського району.

## Населення
За переписом населення України 2001 року в селі мешкала 181 особа. 100 % населення вказало своєю рідною мовою українську.

## Цікаві факти
- У хуторі Великий Ходак, влітку 2014 року знімалася стрічка режисера Івана Кравчишина, під назвою Політ золотої мушки за мотивами оповідання Богдана Волошина.